# Pteroma
Pteroma é um gênero de mariposa pertencente à família Acrolophidae.